# Nico de Bree
Nicolaas Alphonsus Petrus de Bree (Zuilen, 16 september 1944 – Wenen, 6 mei 2016) was een Nederlands profvoetballer die speelde als doelman. Hij kwam uit voor onder meer Elinkwijk, N.E.C., RWDM en RSC Anderlecht. Na zijn actieve sportcarrière werd De Bree keeperstrainer.

## Carrière
Nico de Bree begon zijn voetbalcarrière bij het Utrechtse SV HMS (Houdt Moedig Stand) uit de wijk Overvecht, waar hij op 16-jarige leeftijd debuteerde in het eerste elftal. Op 18-jarige leeftijd bood Elinkwijk hem een semi-profcontract aan en zo begon zijn (semi-)profcarrière. In 1965 dwong hij met Elinkwijk de promotie naar de Eredivisie af. Een seizoen later volgde een transfer naar N.E.C., waar hij al gauw eerste doelman werd. Met de club uit Nijmegen dwong hij opnieuw de promotie naar de hoogste afdeling af. De Bree was een struis gebouwde doelman die er niet voor terugdeinsde om in duel te gaan met een tegenstander. Hij straalde gezag uit en kon zijn verdediging goed organiseren. Met hem in doel groeide N.E.C. uit tot een waardige middenmoter.
In 1972 haalde Racing White hem naar Brussel. De club ging een jaar later een fusie aan met Daring Molenbeek en veranderde haar naam in RWDM. Ook na de fusie bleef de Nederlander eerste doelman. De Bree maakte bij RWDM deel uit van een sterk team dat toen beschikte over spelers als Johan Boskamp, Maurice Martens, Gerard Bergholtz, Jacques Teugels en Eddy Koens. In 1975 veroverde club voor het eerst de landstitel.
De Bree maakte in de jaren 70 een solide indruk bij RWDM. Dat leverde hem de interesse van stadsgenoot RSC Anderlecht op. Bij paars-wit kon eerste doelman Jan Ruiter op dat ogenblik niet meer rekenen op het volste vertrouwen van trainer Raymond Goethals. Daarom besloten de twee Brusselse clubs te ruilen. De Bree trok naar Anderlecht, zijn landgenoot belandde bij RWDM. Bij Anderlecht werd De Bree de nieuwe nummer 1, de jonge Jacky Munaron werd zijn doublure. In zijn eerste seizoen veroverde hij met paars-wit meteen de Europacup II in 1978. In december 1978 sleepte het team van trainer Goethals ook de UEFA Super Cup in de wacht. In zijn tweede seizoen kreeg De Bree er met Dirk Vekeman en Friedrich Koncilia twee concurrenten bij, maar aanvankelijk bleef de Nederlander eerste keuze. Pas in het seizoen 1979/80 moet hij zijn plaats afstaan aan Munaron.
In de zomer van 1980 hield De Bree het voor bekeken in Anderlecht. Hij verhuisde voor één seizoen naar FC Winterslag, waar hij een ploegmaat werd van onder meer Pierre Denier, Eric Vanlessen, Carlo Weis en Mathieu Billen. Met Winterslag veroverde hij dat seizoen verrassend een Europees ticket. De club mocht voor het eerst deelnemen aan de UEFA Cup.
Maar dat hield De Bree niet in Limburg. De doelman belandde in de zomer van 1981 bij tweedeklasser Beerschot VAV. De Antwerpse club incasseerde slechts 22 doelpunten in 1981/82 en sloot het seizoen af als vicekampioen. De Bree promoveerde met Beerschot en stond bij aanvang van het nieuwe seizoen in doel tijdens een vriendschappelijk duel tegen DS'79. Diezelfde Nederlandse club haalde hem in 1983 terug naar zijn vaderland. Als vervanger trok Beerschot Jan Ruiter aan. In 1984 zette De Bree een punt achter zijn spelersloopbaan.
Als doelman van RWDM baatte De Bree in Kraainem een dancing uit met de veelzeggende naam Number One. Later was hij ook eigenaar van discotheek Palm Beach. Na een gewelddadige overval deed hij die dancing van de hand. Hij ging ook aan de slag als keeperstrainer en werkte nauw samen met gewezen ploeggenoten Johan Boskamp en Arie Haan.

## Overlijden
De Bree overleed na een lang ziekbed op 6 mei 2016 in Oostenrijk, waar De Bree al geruime tijd woonde.

## Erelijst
Als speler
 RWD Molenbeek
- Eerste klasse: 1974/75
- Trofee Jules Pappaert: 1975

 RSC Anderlecht
- Europacup II: 1977/78
- Europese Supercup: 1978
- Trofee Jules Pappaert: 1977
- Nationale trofee voor sportverdienste: 1978